# Vasîlivka, Dnipro
Vasîlivka (în ucraineană Василівка) este un sat în comuna Oleksandrivka din raionul Dnipro, regiunea Dnipropetrovsk, Ucraina.

## Demografie
Componența lingvistică a localității Vasîlivka
     Ucraineană (84,82%)
     Rusă (15,18%)
Conform recensământului din 2001, majoritatea populației localității Vasîlivka era vorbitoare de ucraineană (84,82%), existând în minoritate și vorbitori de rusă (15,18%).